# Lotti Ohnesorge
Charlotte „Lotti“ Ohnesorge (* 1945) ist eine Programmredakteurin, ehemalige TV-Ansagerin und Moderatorin des Bayerischen Rundfunks.

## Leben
Lotti Ohnesorge ist die Tochter des ehemaligen Reichspostministers Wilhelm Ohnesorge und dessen Ehefrau Auguste. Von 1966 bis 1967 moderierte sie 4-3-2-1 Hot & Sweet, eine Fernsehsendung des ZDF, eine Vorgängersendung von disco mit Ilja Richter.
Seit 1973 arbeitet Lotti Ohnesorge für den Bayerischen Rundfunk. Ihre erste Station war eine Tätigkeit als Radioreporterin für Bayern 3, 1974 wurde Ohnesorge Fernseh- und Radiosprecherin. Sie kommentierte den Eurovision Song Contest 1987 für die ARD (zusammen mit Christoph Deumling). Seit 2003 ist sie Programmeditorin für Bayern2Radio.

## Diskografie
- 1967: Das Karussell am Place Pigalle / Wenn das letzte Blatt vom Baume fällt[3]